# Convênio de Bahá'u'lláh
Bahá'u'lláh, o fundador da Fé Bahá'í, decretou a unidade da humanidade como princípio central de Sua Fé. Os Bahá'ís acreditam que este ênfase implica uma unidade socialmente orgânica e espiritual das nações.
| “ | Tão poderosa é a luz da unidade", assegura Bahá'u'lláh, "que pode iluminar a terra inteira | ” |

## Conceito
De acordo com os Escritos da Fé Bahá'í, o convênio é um pacto entre Deus e a humanidade, prevista em cada revelação (veja Manifestação de Deus) que tem o objetivo tanto de garantir melhorias no mundo humano, prolongando os ensinamentos da religião, como evitar que uma nova revelação seja rejeitada. Assim, de acordo com os bahá'ís, o convênio é o acordo para que a humanidade reconheça o Manifestante de Deus para sua época e reconheça o próximo que virá.
Para os Bahá'ís, o Convênio criado por Deus à humanidade chegou ao seu ápice com a revelação de Bahá'u'lláh, onde Ele estabelece conceitualmente e formalmente o Convênio, e define os meios para que a religião não se divida.
Seguindo os Escritos, a força deste Convênio é explicitada por Bahá'u'lláh quando diz que este é "o Dia que não será seguido pela noite". Neste aspecto, o que antes dera origem a divisões nas religiões anteriores, como no Judaísmo, Cristianismo, Islamismo, e até mesmo na Fé Babí, não pode mais se tornar causa de divisão na Fé Bahá'í. Essas divisões são comumente conhecidas como seitas, porém as seitas não são a única maneira em que as religiões são alteradas ou corrompidas de seu aspecto original. A Casa Universal de Justiça reforça esse conceito dizendo:
"A Fé Bahá'í não deixou de ter homens ambiciosos que tentaram se apossar das rédeas da autoridade e deturpar a Fé para seus próprios fins, porém sempre se despedaçaram e destituíram suas esperanças na rocha do Convênio."
Na Fé Bahá'í, o conceito sobre o Convênio em que mais ênfase é dado, diz respeito às tentativas humanas de causarem divisão ou prejuízos nas questões da Fé. Bahá'u'lláh também delineou as instituições que seriam responsáveis por dar continuidade ao convênio.

## História
No intuito de assegurar o funcionamento contínuo e harmonioso desta Causa, Bahá'u'lláh antes de Sua ascensão, criou a instituição do Convênio. Este instrumento foi expresso no Kitáb-i-Aqdas e sua alusão foi feita aos membros de Sua família nos dias que precederam a ascensão. Incorporou também em um documento especial que designou como "o Livro do Meu Convênio", que confiou ao filho mais velho, 'Abdu'l-Bahá.
Bahá'u'lláh, através de Seu Convênio, decretou que Seus seguidores, após Sua ascensão, se voltassem a 'Abdu'l-Bahá, designado como intérprete autorizado de Seus ensinamentos. 'Abdu'l-Bahá deu continuidade ao Convênio ao designar seu neto Shoghi Effendi, o centro do Convênio, e Shoghi Effendi dá continuidade estabelecendo a ordem administrativa Bahá'í, sendo a Casa Universal de Justiça o centro do Convênio.
"O propósito desta declaração é que nunca deve haver discórdia e divergência entre os bahá'ís, mas que devem sempre estar unidos e de acordo... Portanto, todo aquele que obedecer ao Centro do Convênio designado por Bahá'u'lláh tem obedecido a Bahá'u'lláh, e todo aquele que Lhe desobedecer tem desobedecido a Bahá'u'lláh." 

## Convênio Maior
O Convênio Maior é um pacto em relação a Deus e a humanidade, consiste em que cada época Deus envia aos seres humanos um Manifestante de Deus, e cada Manifestante anuncia a vinda de um próximo.
'Abdu'l-Bahá em Esplendor da Verdade explica sobre as várias Manifestações de Deus:
| “ | Deus é pura perfeição, e as criaturas simples imperfeições. Para Ele, o descer às condições terrenas constituiria a maior das imperfeições; Sua manifestação, Seu aparecimento, ou Sua alvorada, é como o reflexo do sol num espelho cristalino, puro e polido. Todas as criaturas são sinais evidentes de Deus, semelhantes às coisas terrestres sobre as quais brilham os raios do sol, mas sobre as planícies, as montanhas, as árvores e os frutos brilha apenas uma parte da luz, pela qual todas estas coisas se tornam visíveis e se desenvolvem, atingindo assim o objetivo de sua existência, ao passo que o Homem Perfeito é semelhante a um espelho puro no qual o Sol da Realidade se reflete plena e visivelmente, manifestando-se em todas as suas qualidades e perfeições. A Realidade de Cristo era um espelho límpido e polido, sumamente puro e fino, e assim o Sol da Realidade, a Essência Divina, refletiu-se nesse espelho, nele manifestou luz e calor. Não desceu, porém, de Seu elevado grau de santidade, de Seu sagrado céu, para entrar no espelho e nele habitar; ao contrário, continua a subsistir em Sua glória e sublimidade, enquanto se reflete no espelho e nele manifesta Sua beleza e Sua perfeição. Se dissermos, pois, que vimos o sol em dois espelhos, sendo um destes espelhos Cristo, e o outro o Espírito Santo, isto é, que vimos três sóis, estando um no céu e os outros dois na terra, diremos a verdade. E se dissermos que há somente um sol, que é único, sem companheiro ou igual, estaremos ainda dizendo a verdade. | ” |

Ver também:Revelação Progressiva

## Convênio Menor
Este Convênio é estabelecido dentro de cada religião, relacionado à sucessões e autoridades dentro da religão. Os Bahá'ís acreditam que o Convênio de Bahá'u'lláh é um meio fundamental de estabelecer os princípios previstos na religião e proteger a Fé Bahá'í e seus adeptos.

### Kitáb-i-`Ahd
Bahá'u'lláh estabeleceu a sucessão de autoridades da Fé Bahá'í com um documento chamado "Livro do Convênio", no qual confiou a `Abdu'l-Bahá antes de Sua ascensão. Neste documento Bahá'u'lláh reafirmou sua missão, exortou às pessoas do mundo para observar as coisas que conduzem à elevação e proibiu o conflito e a disputa, e enfaticamente passa a sucessão da Fé Bahá'í para as mãos do Mais Poderoso Ramo, título que reservou exclusivamente para `Abdu'l-Bahá.
Entre outras religiões independentes, a que também estabeleceu uma sucessão foi o islamismo, no qual afirma-se que Maomé teria mencionado verbalmente um sucessor, porém deu origem a divergências.